# Willow (Oklahoma)
Willow és un poble dels Estats Units a l'estat d'Oklahoma. Segons el cens del 2010 tenia 149 habitants. El 2000, Willow tenia 54 habitatges, i 28 famílies. La densitat de població era de 169,3 habitants per km².